# Volksschule Querfurt

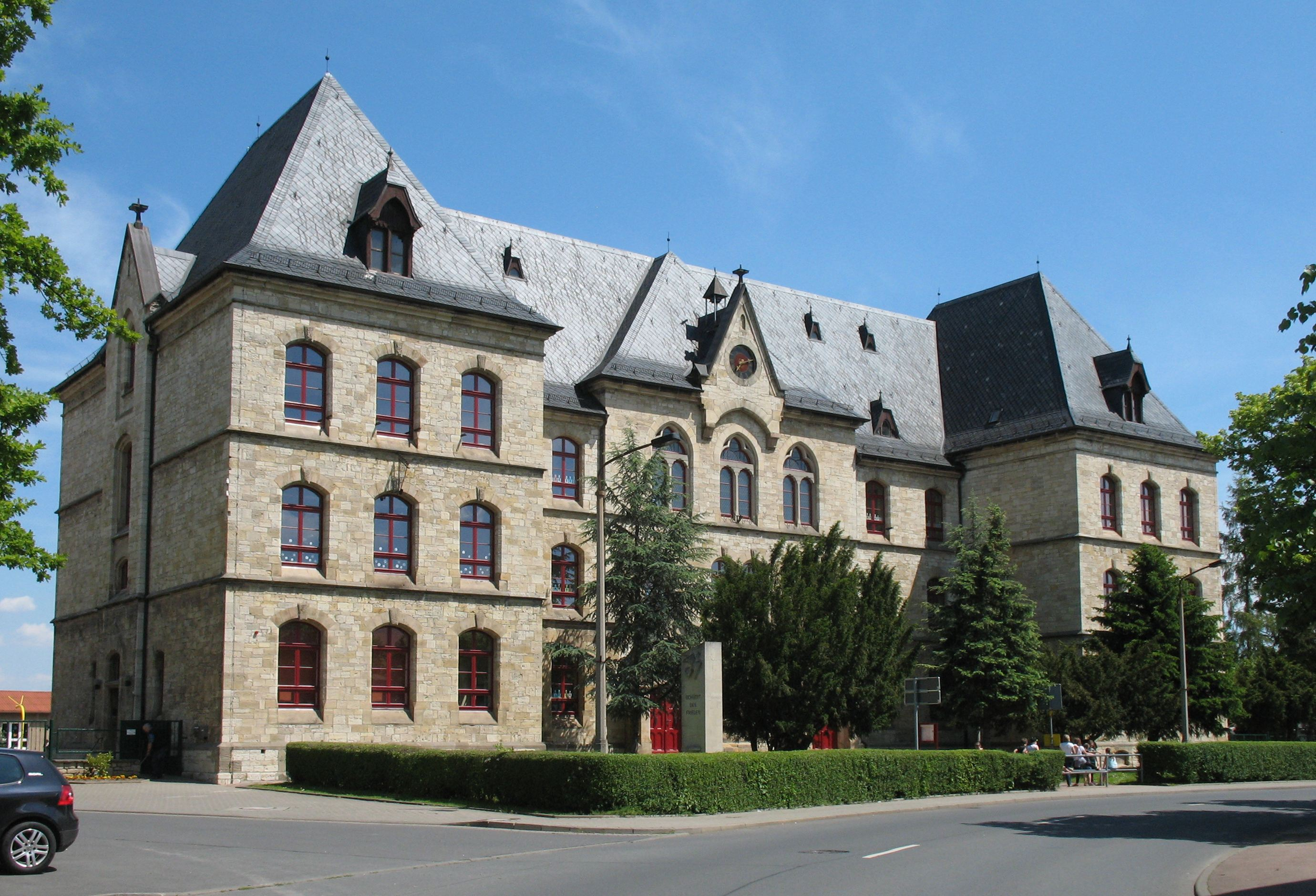
Volksschule Querfurt

Die Volksschule ist ein denkmalgeschütztes Gebäude in der Stadt Querfurt in Sachsen-Anhalt. Im örtlichen Denkmalverzeichnis ist das Gebäude unter der Erfassungsnummer 094 16618 als Baudenkmal verzeichnet.
Auf dem Gelände des heutigen Gebäudes mit der Adresse Roßplatz 4 befand sich einst ein Hof, eine Klause, ein Kloster und ein Hospital. Die Reste dieser Gebäude verschwanden nach 1754. Als die Stadt einen Platz für ein großes Schulgebäude suchte, entschied sie sich für diesen Platz, auf dem von 1887 bis 1889 das Schulgebäude entstand. Nach seiner Einweihung galt es mit 16 Klassenräumen, einer Aula, dem Rektorenzimmer, Lehrer- und Hausmeisterzimmer als größtes Schulgebäude der Stadt.
Heute beherbergt das Gebäude die Grundschule Philipp Müller.